# 德昌新世界
德昌新世界，是台灣已拆除的公寓大廈社區，原址位於台中市南區五權南路。

## 歷史
落成時間不詳。1999年9月21日九二一大地震後其中一棟下陷傾倒，造成四人死亡，為當時台中市境內唯二倒塌的建築物（另一為文心大三元）。10月3日，副總統連戰前往德昌新世界視察慰問災民。2000年1月9日，展開拆除作業。2008年原址由總太建設重建，2010年完工，現為總太居易。